# Sten Wahlund
Sten Wahlund (Estocolmo, 4 de outubro de 1940 - 2 de janeiro de 2011) foi um cantor de ópera (baixo) sueco.